# Fiachra Trench
Fiachra Trench (vollständiger Name Fiachra Terence Wilbrah Trench, * 1941 in Dublin)  ist ein irischer Musiker, Arrangeur, Songschreiber und Komponist von Filmmusik. 

## Leben und Werk
Fiachra Trench studierte Naturwissenschaften am Trinity College in Dublin sowie Orgel und Komposition an der Royal Irish Academy of Music.
Sein Musikstudium setzte er an den Universitäten von Georgia und dann in Cincinnati fort, wo er sein Studium mit einem Master-Diplom abschloss. 
Ein Stipendium des irischen Arts Council erlaubte ihm ein weiterführendes Studium an der Guildhall School of Music and Drama in London.
Von 1969 bis 1991 arbeitete er in London als Komponist, Arrangeur, Dirigent und Musikproduzent. 
1992 kehrte er nach Irland zurück. Seit dieser Zeit arbeitet er hauptsächlich als Komponist und Arrangeur für Film- und Fernsehproduktionen. Außer für mehrere BBC-Dokumentarfilme hat er mit Filmkomponisten wie Shaun Davey, Michael Kamen und Hans Zimmer am Soundtrack von Spielfilmen mitgearbeitet. 
Trench hat mit vielen Rock-, Pop- und Folkmusikern zusammengearbeitet und für sie Arrangements geschrieben, darunter Miquel Brown, Carmel Conway, Elvis Costello, Van Morrison, Evelyn Thomas, The Corrs oder The Chieftains.

## Filmografie (Auswahl)
- 1992: Die Chaoten-Spione (Spies Inc.)
- 1994: Moondance
- 1997: Eine Frau aus Derry (Bogwoman)
- 2003: The Boys and Girl From County Clare